# Брезник, Рэндолф Джеймс
Брезник, Рэндольф Джеймс (англ. Randolph James "Komrade" Bresnik; род. 11 сентября 1967, Форт Нокс) — американский космонавт НАСА. Полковник КМП США (на 2010 год). Участник одного полёта на «Спейс шаттл» —
STS-129,
провел в космосе 10 суток 19 часов 16 минут 13 секунд.
Совершил два выхода в открытый космос, продолжительность внекорабельной деятельности (ВКД) — 11 часов 50 минут.
28 июля 2017 года в 18:41 мск стартовал с космодрома Байконур в качестве бортинженера экипажа космического корабля «Союз МС-05» и экипажа Международной космической станции по программе основных космических экспедиций МКС-52/53.

## Ранние годы, образование

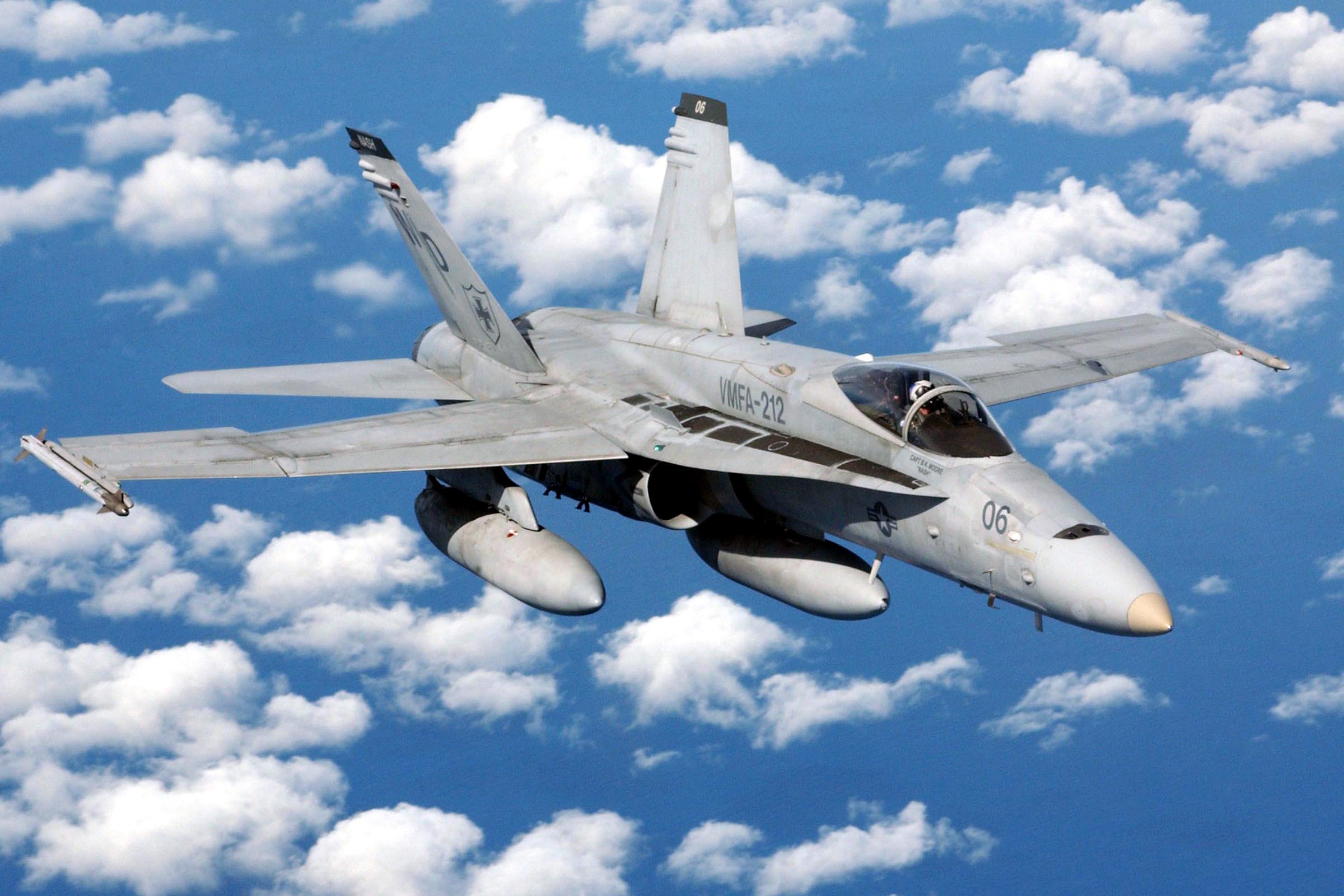
Самолет F/A-18 в полете.

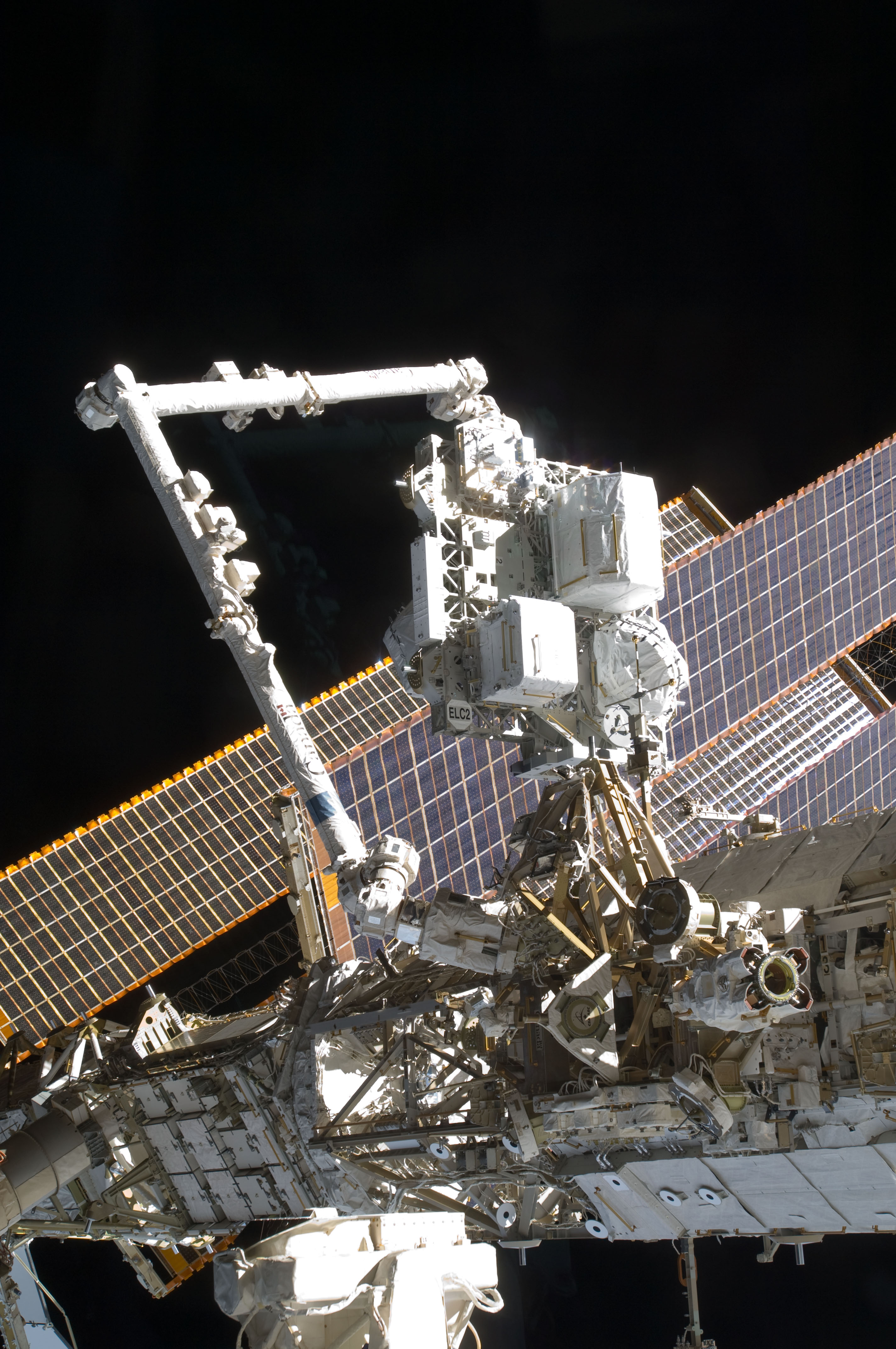
Установка платформы ELC-2 на сегменте S3.

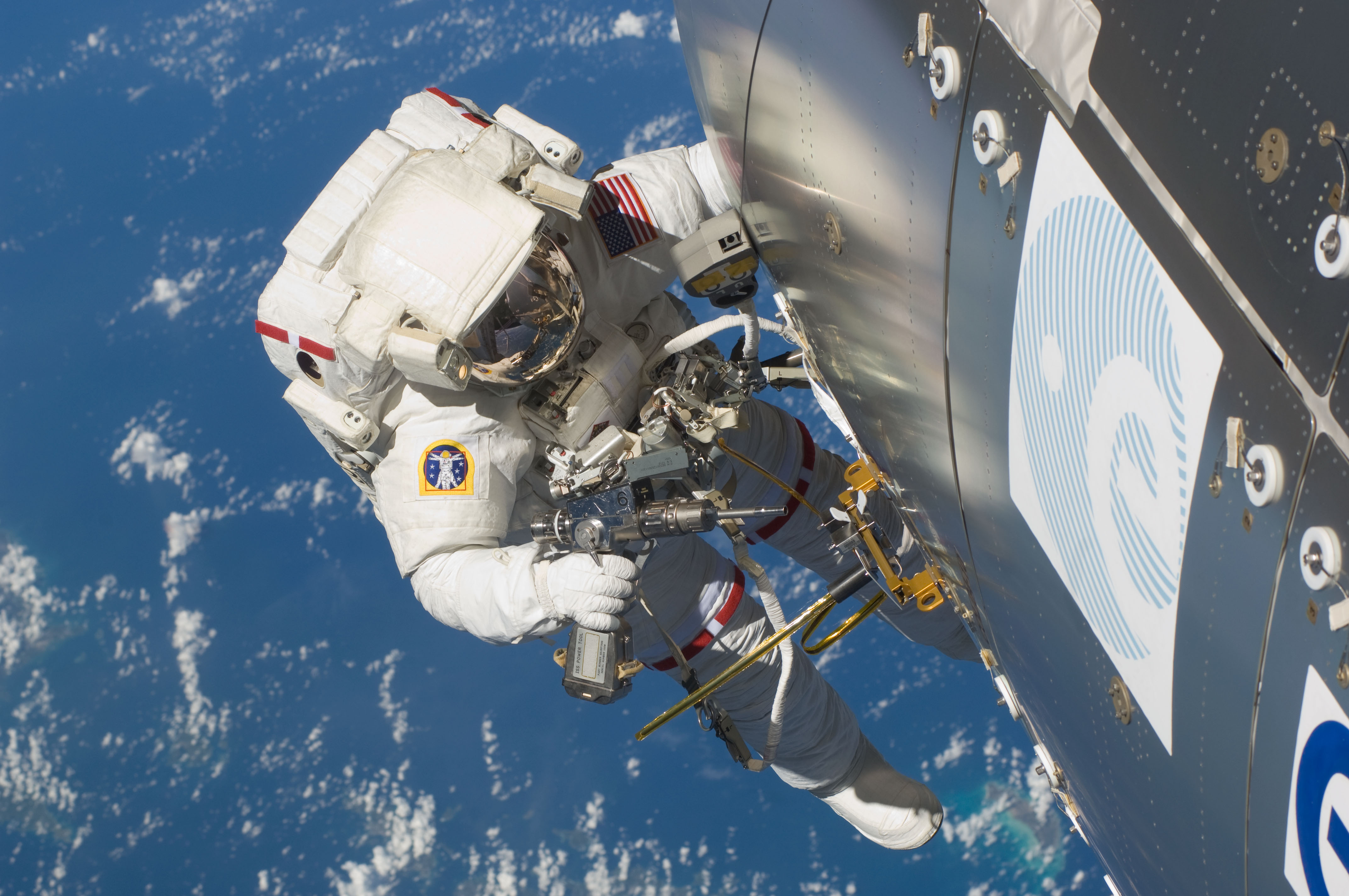
Брезник участвует во втором выходе в открытый космос.

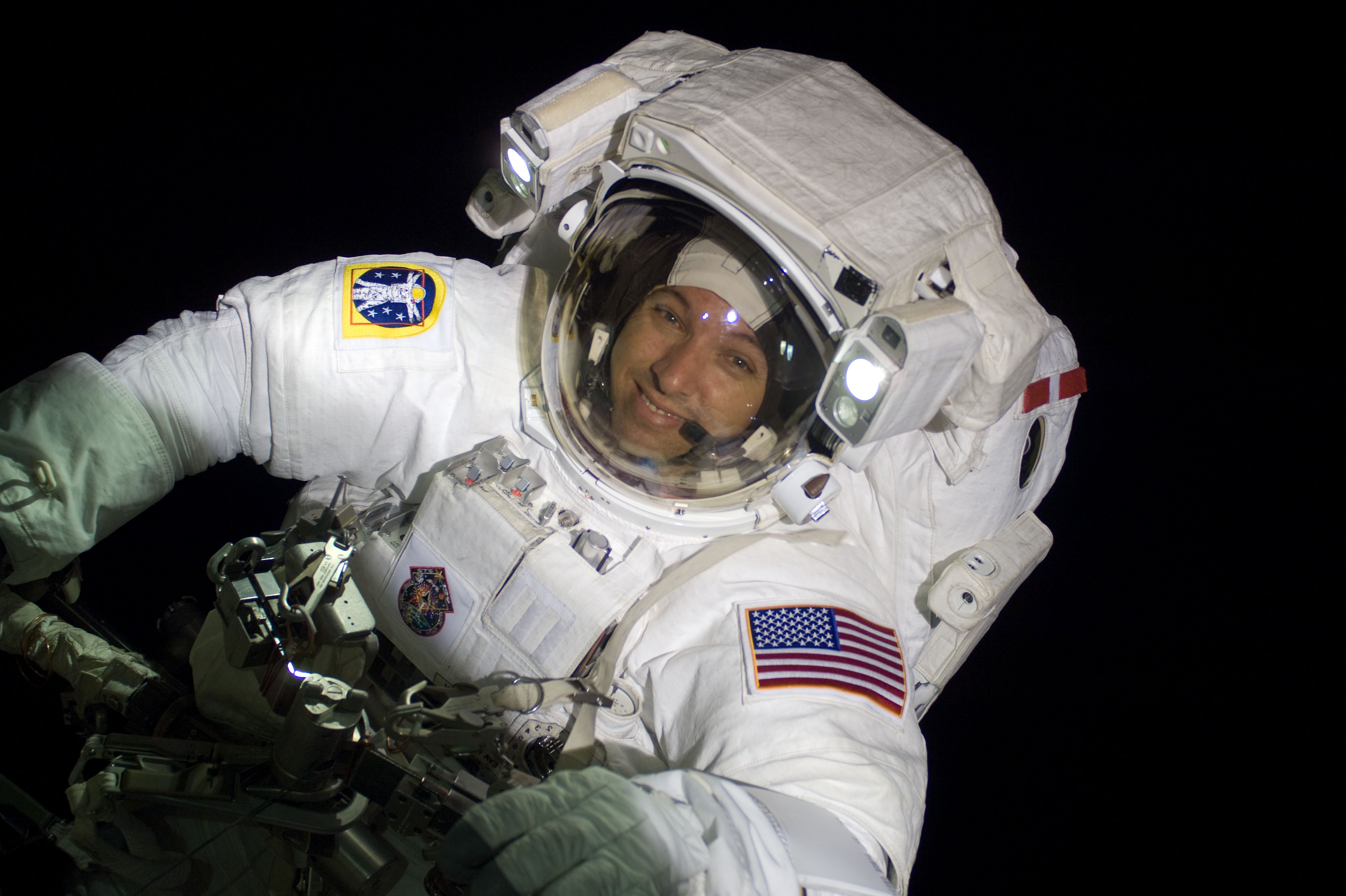
Рэндольф Брезник. Третий выход в открытый космос.

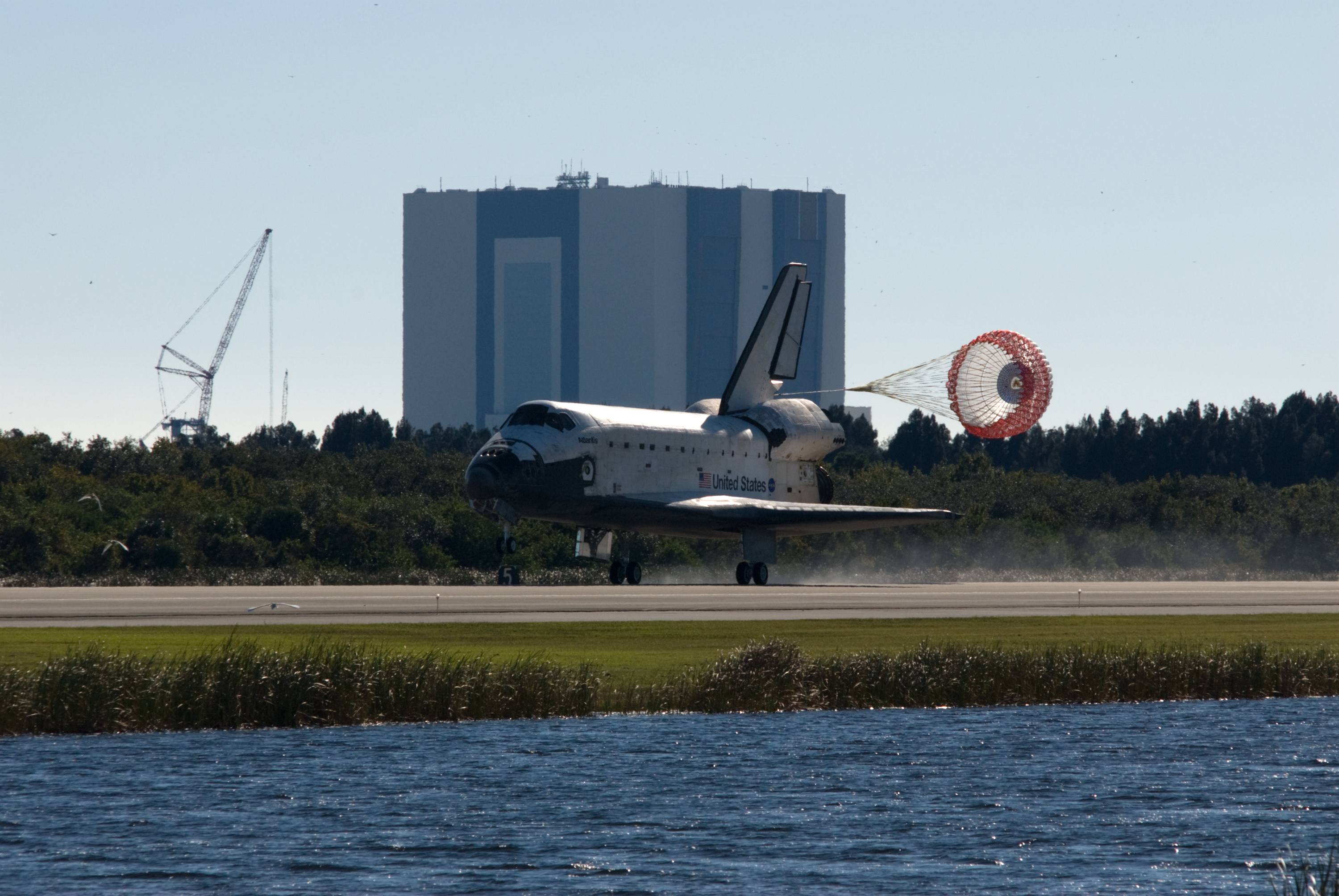
STS-129. Приземление.

Родился 11 сентября 1967 года в городе Форт-Нокс, штат Кентукки. В 1985 год окончил среднюю школу в городе Санта-Моника, Калифорния. Имеет научные степени бакалавра по математике (Военный колледж в Южной Каролине, 1989) и магистра наук по авиационным системам (Университет Теннеси, 2002). В 2008 году окончил Авиационный военный колледж.

## Военная служба
- 1989 год — май — служит в Корпусе Морской Пехоты (КМП) США. Прошел обучение в Школе основной специальной подготовки (The Basic School — TBS) и на Курсах подготовки офицеров пехоты (Infantry Officers Course — IOC) в Куантико (Quantico), штат Виргиния (Virginia). После начальной лётной подготовки на базе в Пенсакола (Pensacola), штат Флорида, прошел дополнительную подготовку на базе Бивиль (Beeville) в Техасе,
- 1992 год — получил квалификацию военно-морского летчика. Затем в 106-й учебной истребительно-штурмовой авиаэскадрильи ВМС (Navy Fighter/Attack Training Squadron VFA-106) на авиационной базе Сесил Филд (NAS Cecil Field) во Флориде начал подготовку к полётам на истребителе-штурмовике F/A-18 Hornet. По завершении подготовки получил назначение в 212-ю истребительно-штурмовую авиаэскадрилью морской пехоты (Marine Fighter/Attack Squadron VMFA-212). Служил на авиабазе КМП Каноэ Бэй (MCAS Kaneohe Bay) на Гавайях, затем на авиабазе КМП Эль-Торо (MCAS El Toro) в Калифорнии и наконец на КМП Мирамар (MCAS Miramar) в Калифорнии. За время службы принял участие в трех походах в западную часть Тихого океана и прошел подготовку на Курсах КМП по подготовке инструкторов по тактике и вооружению (Marine Corps Weapons and Tactics Instructors Course — WTI) и в Школе боевой подготовки ВМС (Naval Fighter Weapons School TOPGUN).
- 1999 год — январь — начал подготовку в Школе лётчиков-испытателей ВМС (U.S. Naval Test Pilot School — USNTPS) на авиабазе Пэтъюксент-Ривер (NAS Patuxent River) в штате Мэриленд, которую закончил в декабре 1999 года.
- 1999 год — декабрь — назначен летчиком-испытателем в испытательную ударную эскадрилью (Strike Aircraft Test Squadron — NSATS), летал на самолётах F/A-18 A-D и F/A-18 E/F.
- 2001 год — январь — вернулся в Школу лётчиков-испытателей ВМС в качестве инструктора по полётам на F/A-18, T-38 и T-2.
- 2002 год — январь — вновь был назначен в испытательную ударную эскадрилью NSATS, где продолжил испытания самолётов F/A-18 A-F в качестве координатора проекта.
- 2002 год — ноябрь — был переведен в 11-ю авиагруппу КМП (Marine Aircraft Group Eleven — MAG-11) в качестве офицера по планированию операций (Future Operations Officer).
- 2003 год — январь — принимал участие в боевом развертывании 11-й авиагруппы КМП на авиабазе Ахмед Аль Джабер (Ahmed Al Jaber Air Base) в Кувейте. В качестве пилота самолета F/A-18 в составе 225-й истребительно-штурмовой авиаэскадрильи морской пехоты (VMFA-225) выполнял боевые полёты во время проведения операций «Южный дозор» (Southern Watch) и «Освобождение Ирака» (Iraqi Freedom). К моменту зачисления в отряд служил в 232-й истребительно-штурмовой авиаэскадрильи морской пехоты (VMFA-225) офицером оперативного отдела штаба (Operations Officer) на авиабазе КМП Мирамар.

## Классность
Общий налет составляет 5 000 часов на 79 различных типах реактивных самолетов.

## Воинские звания
- 1989 год — май — лейтенант 2-го ранга КМП США.
- 1999 год — капитан КМП США.
- 2004 год — майор КМП США.
- 2007 год — подполковник КМП США.
- 2010 год — полковник КМП США.

## Космическая подготовка
- 1997 год — командованием Корпуса Морской Пехоты США был включен в направленный НАСА список претендентов для включения в число кандидатов 18-го набора астронавтов, однако на обследование и собеседование в Космический центр им. Джонсона не вызывался.
- 2003 год — 16 ноября — в составе пятой группы финалистов проходил обследования и собеседования в Космическом центре им. Линдона Джонсона.
- 2004 год — 6 мая — был зачислен в отряд астронавтов НАСА в составе 19-го набора[4] в качестве кандидата в пилоты шаттла. приступил к обучению по курсу «Общекосмическая подготовка» (ОКП).
- 2004 год — июнь — начал проходить подготовку по курсу «Общекосмическая подготовка» (ОКП) в Космическом центре им. Джонсона (Johnson Space Center — JSC).
- 2006 год — 10 февраля — окончил курс «Общекосмической подготовки» (ОКП), получил квалификацию «пилот шаттла» и получил назначение в Отделение по МКС в Отдел астронавтов НАСА.
- 2008 год — 30 сентября — в пресс-релизе НАСА было сообщено о его назначении в экипаж специалистом полёта в экипаж шаттла STS-129, полет которого в тот момент был назначен на 10 октября 2009 года.
- 2014 год — сентябрь — участвовал в миссии НАСА по операциям в экстремальной окружающей среде (NEEMO 19).

## Полеты в космос
- STS-129[5] — Атлантис (шаттл) — в качестве специалиста полёта с 16 по 27 ноября 2009 года. Продолжительность полета шаттла — 10 суток 19 часов 16 минут 13 секунд.
- 28 июля 2017 года в 18:41 мск стартовал с космодрома Байконур в качестве бортинженера экипажа космического корабля «Союз МС-05» и экипажа Международной космической станции по программе основных космических экспедиций МКС-52/53[6].

Статистика полётов
| # | Стартовый корабль | Старт                 | Экспедиция      | Корабль посадки  | Посадка               | Налёт                       | Выходы в открытый космос | Время в открытом космосе |
| - | ----------------- | --------------------- | --------------- | ---------------- | --------------------- | --------------------------- | ------------------------ | ------------------------ |
| 1 | Атлантис STS-129  | 16.11.2009, 19:28 UTC | STS-129         | Атлантис STS-129 | 27.11.2009, 08:38 UTC | 10 суток 19 часов 16 минут  | 2                        | 11 часов 50 минут        |
| 2 | Союз МС-05        | 28.07.2017, 15:41 UTC | МКС-52 / МКС-53 | Союз МС-05       | 14.12.2017, 08:38 UTC | 138 суток 16 часов 57 минут | 1                        | 06 часов 49 минут        |
|   |                   |                       |                 |                  |                       | 149 суток 12 часов 13 минут | 3                        | 18 часов 39 минут        |

## Выходы в открытый космос
Во время полёта STS-129 было осуществлено три выхода в открытый космос, Брезник участвовал в двух выходах.
- Выход 1 — Форман и Сэтчер.
- Выход 2 — Форман и Брезник.

Цели: установка креплений адаптера GATOR на лаборатории «Коламбус»; установка дополнительной радиолюбительской антенны; перемещение блока измерений плавающих электрических потенциалов; использование креплений груза на основной ферме.
Начало: 21 ноября 2009 — 14:31 UTC.
Окончание: 21 ноября — 20:39 UTC.
Продолжительность: 6 часов 8 минут.
Это 1-й выход в открытый космос для Брезника.
- Выход 3 — Сэтчер и Брезник.

Цели: монтаж дополнительного кислородного бака на модуле «Квест»; установка нового комплекта по проекту исследований материалов MISSE-7A и 7B на блоке ELC-2; работа с кабелями обогрева блока стыковки модуля Спокойствие (запуск которого намечен на февраль 2010) на модуле Юнити; работа с другими грузами.
Начало: 23 ноября 2009 — 13:24 UTC.
Окончание: 23 ноября — 19:6 UTC.
Продолжительность: 5 часов 42 минуты.
Это 2-й выход в космос Брезника.

## Награды и премии
- Медаль «За похвальную службу» (США).
- Медаль похвальной службы (США).
- Три «Воздушных медали (США)».
- Три «Похвальных медали».
- Три Медали «За Достижения».
- Медаль «За космический полёт».

## Семья
- Жена — Ребекка Баргин (Rebecca Burgin), родилась в городе Помптон-Плейнз, Нью-Джерси, расписались в мае 2004 года.
- Сын — Уайет (2006), усыновлен осенью 2008 года почти трехлетним мальчиком (место рождения — Украина).
- Дочь — Абигейл Мэй (2009), родилась во время полета в космос Брезника на STS-129.

## Увлечения
Музыка, фотография, силовые тренировки, спорт, подводное плавание, мотоциклы.